# Matriarcado

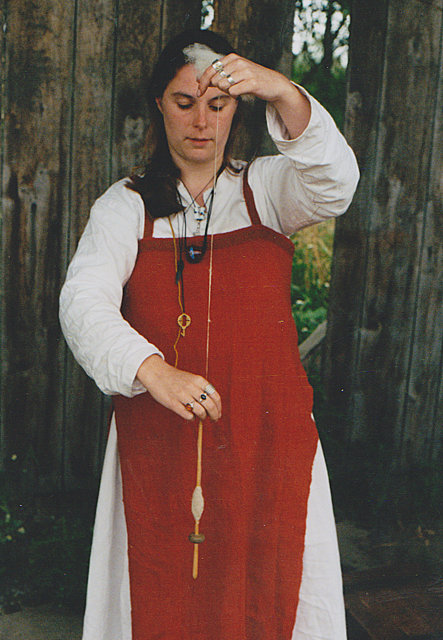
Los nórdicos eran sociedades matrilineales con rasgos matrísticos.

El término matriarcado (en latín: māter, lit. 'madre'; del griego: ἀρχή, romanizado: arkhé, lit. 'origen', 'principio' o 'mandato') es un término que puede tener distintos significados según el marco teórico utilizado. 
En la tradición androcentrista de Johann Jakob Bachofen (s. XIX), se usó para describir un supuesto estadio primitivo de la humanidad dominado por mujeres, caracterizado por el caos, el desorden sexual y la maternidad colectiva, en contraste con el “orden patriarcal” que vendría después. Esta definición está profundamente marcada por juicios moralistas, estructuras jerárquicas y sesgos coloniales.
En cambio, desde los estudios contemporáneos de Peggy Reeves Sanday y Heide Goettner-Abendroth, el término matriarcado no implica dominación de mujeres sobre hombres, sino sociedades centradas en valores de reciprocidad, cuidado, autoridad no coercitiva, linajes maternos, redes de apoyo multigeneracionales y equilibrio con la naturaleza. Un ejemplo citado es la sociedad Minangkabau en Indonesia.
El término matriarcado no es sinónimo de matrilinealidad (transmisión por vía materna), matrilocalidad (residencia junto a la familia materna), matrifocalidad (núcleos centrados en madres), ginarquía, ginocracia, ginecocracia o ginocentrismo. Cada uno de estos conceptos describe aspectos específicos que pueden o no coexistir en una misma cultura.

## Glosario introductorio: términos estructurales

### Matriarcado

#### Según J. J. Bachofen
El jurista y mitólogo suizo J. J. Bachofen introdujo en el siglo XIX una de las primeras teorías sistemáticas sobre el matriarcado en su obra El Derecho Materno (1861). Según Bachofen, las sociedades humanas habrían atravesado distintas etapas de desarrollo, comenzando por una fase de “heterismo” o sexualidad libre, seguida por un “derecho materno” en el que las mujeres ejercían poder coercitivo sobre los hombres dentro de estructuras familiares, políticas y religiosas. En esta visión, el matriarcado era concebido como una fase primitiva anterior al establecimiento del patriarcado, con una estructura jerárquica clara donde las mujeres tenían control coercitivo sobre la vida y sexualidad de los hombres igual al que los hombres ejercen sobre las mujeres dentro de sociedades patriarcales.
Bachofen interpretaba esta etapa como transitoria y la asociaba a lo irracional, la naturaleza y la emoción, dentro de un marco evolucionista que consideraba el patriarcado como una “superación” cultural. Esta interpretación ha sido ampliamente criticada por su carácter androcentrista y eurocéntrico. No existen sociedades matriarcales actuales según este modelo de organización, ni existen pruebas arqueológicas ni registros de que hayan existido en algún momento de la historia humana.

#### Según Peggy Reeves Sanday y Heide Goettner-Abendroth
Desde finales del siglo XX, autoras como la antropóloga estadounidense Peggy Reeves Sanday y la filósofa alemana Heide Goettner-Abendroth han propuesto una redefinición del concepto de matriarcado. En esta corriente contemporánea, el matriarcado se define como un sistema cultural centrado en los valores maternos, tales como el cuidado, la reciprocidad, la toma de decisiones colectiva y el respeto por la vida. Estas sociedades se organizan de manera horizontal, con estructuras matrilineales (transmisión del linaje a través de la madre) y frecuentemente matrilocales (las parejas viven en la comunidad de origen de la madre). 
Las culturas matriarcales son descritas como no jerárquicas, igualitarias y basadas en la corresponsabilidad, donde se prioriza el consenso y la redistribución de recursos. Ejemplos contemporáneos incluyen a los Mosuo en China, los Haudenosaunee en Norteramérica, y los Khasi en la India, entre otros.

### Matrilinealidad
La matrilinealidad (del latín mater, ‘madre’, y linealis, ‘perteneciente a una línea’) es un sistema de filiación en el que la descendencia, la herencia y el linaje se trazan a través de la línea materna. Esto significa que los apellidos, las tierras, los derechos y las pertenencias comunales se heredan de madre a hija o de madre a descendientes a través de las mujeres. Ejemplos contemporáneos o parcialmente erosionados incluyen a los Bribri en Costa Rica, los Tuareg en el Sahara central (Níger, Malí, Argelia) y los Nganasan en Siberia.

### Matrifocalidad
La matrifocalidad (del latín mater, ‘madre’, y focus, ‘hogar’ o ‘centro’) es una estructura social en la que la figura central en la organización familiar y cotidiana es una mujer adulta, generalmente una madre. En estos sistemas, la vida comunitaria y doméstica gira en torno a ella, tanto en términos de cuidado, crianza, decisión y relación con otras generaciones.
El término fue acuñado por Raymond T. Smith en sus estudios sobre el Caribe, y se ha documentado en regiones alrededor del mundo, tanto históricas como contemporáneas. Ejemplos contemporáneos incluyen los tsotsiles en México, los pirahã en Brasil y los baríes en Venezuela y Colombia.

### Matrilocalidad
La matrilocalidad (del latín mater, ‘madre’, y locus, ‘lugar’) es un patrón de residencia donde, tras formar pareja o criar descendencia, las personas viven junto a la familia materna o en su cercanía. Esto implica una forma concreta de organización del espacio cotidiano centrada en las líneas maternas, en la que las hijas permanecen en el hogar o territorio donde nacieron, mientras que sus parejas se integran a esa unidad. Ejemplos contemporáneos incluyen los Lhotshampa de Bután, los Rhade de Vietnam y los Trobriand de Papúa Nueva Guinea.

### Cultura matrística
Cultura matrística es un término desarrollado por la arqueóloga lituana Marija Gimbutas para describir las sociedades pre-indoeuropeas de Europa Neolítica (ca. 7000–3000 a. C.), caracterizadas por simbolismos centrados en lo femenino, lo cíclico y la naturaleza, sin indicios de estructuras jerárquicas, militarismo ni dominación masculina. En estas culturas, la madre y la fertilidad eran figuras centrales en el arte y la vida social y espiritual, con abundantes representaciones de la Gran Diosa en sus múltiples formas: vida, muerte, renacimiento.
Gimbutas propuso que estas culturas fueron desplazadas por pueblos indoeuropeos patriarcales y belicistas durante las invasiones kurganas, lo que marcó un cambio profundo en la organización social, espiritual y simbólica de Europa. No hay evidencias de Estados, ejércitos, prisiones ni violencias sistemáticas en estas culturas. El término refleja un modo de existencia relacional, simbólicamente conectado con la tierra, el agua y los ciclos de la vida. Según Gimbutas, el matrístico es  una forma de vida concreta, reconocible en los restos arqueológicos, símbolos, y formas de asentamiento.
Ejemplos históricos incluyen los Cucuteni-Trypillia de Ucrania, Moldavia y Rumanía, los Vinča de los Balcanes (actual Serbia y alrededores) y Çatalhöyük de Anatolia (actual Turquía).

### Cultura de cooperación (o cultura de asociación)
Cultura de la colaboración es un término acuñado por la investigadora y activista Riane Eisler para describir formas sociales centradas en la cooperación, la equidad, la crianza mutua y la ausencia de jerarquías dominantes. En su obra The Chalice and the Blade (El Cáliz y la Espada), Eisler contrasta dos modelos sociales:
- Cultura de la dominación: basado en la coerción, la violencia estructural, las jerarquías rígidas, y la supremacía (por género, edad, clase, etc.).
- Cultura de la colaboración (partnership model): basado en el respeto mutuo, la igualdad de valor entre géneros, generaciones y especies, y en estructuras sociales que priorizan el cuidado, la interdependencia y la resolución no violenta de conflictos.

Eisler argumenta que las culturas indígenas y pre-patriarcales se organizaban bajo este modelo antes del surgimiento de sociedades de dominación. Ejemplos contemporáneos incluyen los Batek de Malasia, los Waorani de Ecuador y los Evenki de Siberia.

### Ginarquía
Ginarquía (del griego gyne ‘mujer‘ y arkhê ‘principio‘ o ‘gobierno‘) es un término que nombra formas de organización social en las que las mujeres, especialmente las madres, ocupan un lugar central en la estructura comunitaria, e implica centralidad simbólica, espiritual, organizativa o reproductiva de éstas. A veces se usa para describir sociedades donde la autoridad cultural o ritual está asociada a figuras femeninas o maternas. Ejemplos contemporáneos incluyen los Nagovisi de las Islas Salomón, los Garo de la India y los Bijagó de Guinea-Bissau.

### Ginocentrismo
Ginocentrismo (del griego gyne ‘mujer‘ y kentron ‘centro‘) es un término que describe una orientación cultural en la que la vida, el lenguaje, la espiritualidad y la organización social se centran en lo femenino o lo maternal como principio vital. Puede verse en mitologías, cosmologías, rituales y símbolos donde lo femenino es fuente de la vida, conexión o regeneración. Aparece en análisis antropológicos y filosóficos como contraposición al androcentrismo. Ejemplos contemporáneos o parcialmente erosionados incluyen a los Cham de Vietnam, Tailandia y Camboya, los Vascos de Euskal Herria y los Serer de Senegal.

### Ginecocracia
Ginecocracia (del griego gynē ‘mujer‘ y kratos ‘fuerza‘ o ‘estructura de gobierno‘) es un tipo de estructura social donde las mujeres, especialmente en su rol colectivo o maternal, gestionan aspectos organizativos de la comunidad. El término ha sido históricamente usado desde visiones patriarcales para describir cualquier forma de autoridad femenina, a menudo con tono despectivo. En análisis de culturas no jerárquicas, se resignifica para señalar sistemas comunitarios con liderazgo femenino no coercitivo. Ejemplos contemporáneos incluyen los Zapoteca (Juchitán) de México, los Diné de Estados Unidos y el Pueblo Sarayaku de la Amazonía ecuatoriana.

### Ginocracia
Ginocracia(del griego gynē ‘mujer‘ y kratein ‘sostener‘ o ‘guiar‘) es una forma de organización social centrada en la coordinación, guía o liderazgo de mujeres, especialmente en ámbitos de vida colectiva. A diferencia del uso habitual de "-cracia" como sinónimo de control jerárquico, en este contexto se entiende como sostén y coordinación sin coerción. El término ha sido apropiado por algunos movimientos feministas para reivindicar el valor político, simbólico y relacional de lo femenino. Ejemplos contemporáneos incluyen los Wayuu de Colombia y Venezuela, los Garifuna de Honduras, Belice y Guatemala y los Eperaara Siapidara de Colombia.

## Discusión
La existencia del matriarcado ha sido mencionada por los teóricos del evolucionismo del siglo XIX. Aunque existe un número importante de sociedades matrilineales documentadas, no siempre se utiliza correctamente el término "matriarcado". Muchos autores usan erróneamente el término "matriarcado" para referirse a sociedades matrilineales o matrilocales, como dice Marvin Harris.  Harris y Young (1979) ponen ejemplos de sociedades no patriarcales en la Tierra del Fuego y en las selvas tropicales del noroeste amazónico y el centro de Brasil y en el sudoeste de China como los Mosuo. Sin embargo, en modo alguno se han encontrado ejemplos claros de sociedades en las que exista o haya existido un matriarcado, es decir un estado de dominación femenina como contraparte del patriarcado.
En algunas de estas sociedades existen mitos que afirman un pasado matriarcal y que posteriormente las mujeres perdieron el poder y fueron los hombres quienes comenzaron su reinado e impusieron su autoridad, formando las sociedades patriarcales. Un mito clásico en este sentido sería el que recogió Gusinde, entre los selknam de la isla Grande de Tierra del Fuego, y los yaganes del archipiélago al sur de esta. Dichos grupos tienen mitos similares (hain y kina, respectivamente) que hablan de un pasado mítico en el que mandaban las mujeres, que engañaban arteramente a los hombres haciéndoles creer que ciertos seres sobrenaturales avalaban aquel orden social. Cierto día, los hombres descubrieron el engaño y mataron a todas las mujeres adultas, volteando el sistema en su propio beneficio y fundando una sociedad dominada por los hombres, con los mismos rituales (hain, entre los selknam) ahora legitimando la dominación masculina y haciendo creer a las mujeres y niños que los participantes en aquel ritual (hombres disfrazados) eran seres sobrenaturales. Se trata de un clásico mito y rito de inversión de roles que trata de legitimar el orden social de dominación masculina. 

## Matriarcado, matrilinealidad y matrilocalidad
Es muy importante distinguir el matriarcado del matrilinaje, que es una cuestión diferente. En algunas sociedades el prestigio social y la adscripción de bienes y posesiones se recibe por vía materna, más que por vía paterna. Eso en general implica que en algunas sociedades son las mujeres quienes heredan las tierras familiares y no los hombres. Aunque en muchas sociedades matrilineales las mujeres tienen un poder decisorio sobre asuntos familiares razonablemente importantes. La posición social viene de la madre más que del padre y las familias extensas y la alianzas tribales se establezcan sobre líneas sanguíneas femeninas. Aun así, en algunos pocos casos, los hombres tienen más autoridad formal que las mujeres, siendo quien la ostenta el hermano de la cabeza de familia más que el marido de la cabeza de familia. De hecho, algunas pocas sociedades matrilineales son avunculocales, lo cual significa que los hijos de la cabeza de familia están sometidos a la autoridad del tío materno, más que del padre.
El matriarcado es una acepción diferente a la de matrilocalidad, usado por algunos antropólogos para describir sociedades en donde la autoridad maternal se basa en relaciones domésticas, debiéndole al esposo unirse a la familia de la esposa, en lugar de que la esposa se mude a la villa o tribu del esposo, así, ella es mantenida por su familia extendida, y el esposo tiende a estar socialmente aislado. Otros pasos coadyuvantes son la matrifocalidad y la poliandria.
Así, el matriarcado es una combinación de estos factores: matrilinealidad y matrilocalidad. Pero lo más importante es el hecho de que la mujer está a cargo de la distribución de los bienes para el clan y, especialmente, de las fuentes de nutrición, campo y comida. Esta característica hace que todos los miembros del clan dependan más de la matrilinealidad y matrilocalidad, y esto le otorga a la mujer una fuerte posición en las sociedades que hoy son consideradas matriarcales.

### Evidencia empírica
Debido a la falta de registros es difícil afirmar o negar la existencia y extensión de sociedades con organización matrilineal durante la prehistoria. La evidencia histórica muestra que en todos los tiempos han existido sociedades con organización matrilineal junto a otras basadas en la patrilinealidad. Un análisis contenido en el Ethnographic Atlas (1967) de George P. Murdock sobre 752 sociedades históricamente documentadas dio los siguientes datos:
| Relación entre residencia posmarital y filiación | Relación entre residencia posmarital y filiación | Relación entre residencia posmarital y filiación | Relación entre residencia posmarital y filiación | Relación entre residencia posmarital y filiación | Relación entre residencia posmarital y filiación |
| Tipo de filiación                                | Matrilocal                                       | Avunculocal                                      | Patrilocal                                       | Otras                                            | Total                                            |
| ------------------------------------------------ | ------------------------------------------------ | ------------------------------------------------ | ------------------------------------------------ | ------------------------------------------------ | ------------------------------------------------ |
| Patrilineal                                      | 1 (0,13%)                                        | 0                                                | 563 (74,87%)                                     | 25 (3,32%)                                       | 589 (78,32%)                                     |
| Matrilineal                                      | 53 (7,05%)                                       | 62 (8,24%)                                       | 30 (3,99%)                                       | 19 (2,52%)                                       | 164 (21,68%)                                     |
| Total                                            | 54 (7,18%)                                       | 62 (8,24%)                                       | 593 (78,86%)                                     | 44 (5,84%)                                       | 753 (100%)                                       |

Se observa que algo más de una quinta parte de las sociedades tienen un régimen de filiación matrilineal, en el que los individuos reciben el nombre familiar, la herencia y el prestigio de su rama materna. En general en las sociedades matrilineales las mujeres tienen un estatus social más alto que en sociedades patrilineales. Aunque de ningún modo puede decirse que las sociedades matrilineales sean matriarcados, ya que en estas sociedades matrilineales muchas de las más altas responsabilidades políticas y legislativas están en manos de ambos sexos, aunque los estudios de Bachofen sobre la sociedad Naire si nos describe una sociedad matriarcal en las islas de Malabar observada por los Europeos en el siglo XV en donde el poder si es ejercido por una oligarquía femenina. 
Sin embargo, todo ello tampoco constituyen argumentos definitorios, ya que en sociedades patriarcales del pasado se observa que el poder político podía ser ejercido también por la mujer desde la antigüedad, como son los casos -en Egipto- de Nitocris, de la Dinastía VI, Neferusobek de la Dinastía XII, Hatshepsut de la Dinastía XVIII, Semenejkara de la Dinastía XVIII, Tausert de la Dinastía XIX, o Cleopatra VII de la Dinastía ptolemaica. En el mundo romano hubo matriarcas como Livia, Cornelia, Aurelia, Agripina la Menor o Julia Domna que fueron figuras importantes en el mundo de la política y en el caso del imperio romano de Oriente sucedió con emperatrices como Irene, Zoë Porphyrogenita y Teodora. En estos casos, nunca hubo un emperador consorte (es decir, un marido de una emperatriz reinante); Sin embargo, algunas parejas de marido y mujer, en particular Justiniano I y Teodora, eran al mismo tiempo cogobernantes.
En épocas más modernas siguió habiendo mujeres gobernando en las denominadas sociedades patriarcales, entre las más destacadas tenemos a Isabel la Católica en España, María I de Escocia, Isabel I de Inglaterra, Catalina I de Rusia, o la reina Victoria de Inglaterra entre las principales, que protagonizaron reinados de importancia histórica crucial para sus países. Como podemos ver, el poder político también ha sido ejercido por las mujeres en las sociedades patriarcales, por lo cual el ejercicio del poder por ambos sexos no es un aspecto relevante para definir a ambos tipos de sociedades. Por otro lado, lo que encontramos en común, es que todas estas sociedades son clasistas, por lo tanto están gobernadas por representantes de las clases más altas en función de sus intereses. La pertenencia a uno u otro sexo era un aspecto secundario que convive, si, con la ideología violenta dominante, que en el caso de las sociedades patriarcales se expresa en lo que conocemos como el machismo. 
En realidad lo único que podemos establecer es que existen pruebas suficientes para establecer que las sociedades matriarcales existieron, que las mismas se extinguieron como forma políticamente dominante y que se han mantenido como parte de la cultura o del derecho consuetudinario en algunas sociedades, lo cual se expresa en la forma en que se transmite la herencia y el prestigio social. En las sociedades matrilineales lo más común es que los hijos de la hermana (los sobrinos) o los hermanos maternos del fallecido sucedan a este en cuestiones de riqueza, autoridad, etc. Existen no obstante algunas sociedades matrilineales, como los Minangkabau, donde se trata de las hijas de la persona fallecida quienes la suceden. También tenemos casos siu generis, como el de la sociedad de los Jíbaros o Shuar en la Amazonía, en donde la sociedad es patriarcal, pero los bienes se transmiten de manera matrilineal, lo cual nos lleva a pensar que este fenómeno debe ser estudiado de manera más concreta para entender su dinámica.

### Generalidades
- Johann Jakob Bachofen, iniciador de los estudios sobre el matriarcado
- Heide Gottner-Abendroth, fundadora de los estudios modernos del matriarcado
- Matriarcalismo
- Matrilinaje
- Patriarcado
- Antropología del parentesco

### Poblaciones
- Comunidad Mosuo
- Pueblo cántabro
- Pueblo iroqués
- Hipótesis del matriarcalismo vasco
- Pueblo Khasi
- Comunidad Minangkabau
- Islas Bijagós
- Comunidad Quero
- Comunidad Juchitecas